# Megaselia furcatilis
Megaselia furcatilis är en tvåvingeart som beskrevs av Rudolf Beyer 1964. Megaselia furcatilis ingår i släktet Megaselia och familjen puckelflugor. Inga underarter finns listade i Catalogue of Life.